# Calc (runa)
| Nombre            | Anglosajón |
| Nombre            | Calc       |
| Nombre            | «cáliz»    |
| Forma             | Futhorc    |
| Forma             |            |
| Unicode           | ᛣ U+16E3   |
| Transliteración   | k;kk       |
| Sonido AFI        | [k];[kk]   |
| Puesto alfabético | 31         |

Calc es una runa exclusiva del alfabeto futhorc. Su nombre significa cáliz en anglosajón y se translitera como «k». Existe una versión de la runa (  ) que se utiliza para la representación del sonido doble /kk/.
La forma de la runa es una versión girada 180° de algiz, y es idéntica a la runa yr de futhark joven aunque ambas representan a fonemas completamente diferentes. 
La incorporación de esta runa al alfabeto anglosajón es tardía, posterior al siglo IX, como evidencia que no forme parte del poema rúnico anglosajón. Tampoco aparece grabada en ninguna inscripción en piedras rúnicas u objetos de madera, hueso o metal como ocurre con las runas más antiguas. Solamente aparece en manuscritos, al igual que las otras 3 últimas runas: cweorð, stan y gar.